# Fleury, Aude
Fleury är en kommun i departementet Aude i regionen Occitanien  i södra Frankrike. Kommunen ligger  i kantonen Coursan som ligger i arrondissementet Narbonne. År 2022 hade Fleury 4 071 invånare.

## Befolkningsutveckling
Antalet invånare i kommunen Fleury
Referens: INSEE